# Csíkszentimre borvízforrásai és népi fürdői
Csíkszentimre gazdag borvízlelőhelyekben, a legtöbb forrás és mofetta a település határaiban húzódó Bánya- és Vermed-patak forrásvidékén és a magaslati Büdösfürdőn található. A nagyszámú borvíz és kénhidrogénes széndioxid gázömlés a területen tapasztalható vulkáni utóműködés következménye. 

## Története
A falu területén három forrás tör fel. A Felszeg nevű tízesben két borvízforrás ismeretes, a Fesszegi és a Petresi. A lakók a kalcium-magnézium-hidrogén-karbonátos Fesszegi borvizet használják, a Petresi borvíz elhanyagolt állapotban van. 2005-ben hidrogeológiai fúrást végeztek a faluban. A kalcium-magnézium-hidrogén-karbonátos típusú ártézi kút vizét egy helyi vállalkozó 2007-től ásványvízként és üdítőként forgalmazza. 

### Bányapataki fürdő
A település határában, a Bánya-patak forrásvidékén feltörő borvizek már évszázadok óta ismertek és kedveltek voltak a helyi lakósok körében. Először Kunits Ferenc említi a Bányapataki forrásokat az 1731-ben megjelent Dacia Siculia c. művében. Népszerű fürdő alakult ki a gyógyhatásáról elhíresült borvíztelepen, melyet Mineralbad néven egy 1770-ben készült térkép már feltüntet. A fürdőt ismerteti a csíkszentimrei Domus História is: „Bányapataka fejében, Fekete-hegy oldalában van egy gyógyforrás, melyet századok óta használtak a közel lakó hülés- és más nyavalyákban szenvedők, kik közül sokan nyerték vissza egészségüket.” Vitos Mózes így ír a „kitűnő gyógyhatásáról nevezetes” Bányapataki fürdőről: „Lerakodása után ítélve, erős vastartalmú víz, melyet a kihűlésben szenvedők nagy eredménnyel, s majd hidegen, majd melegitve és majd ivásra használják.” A völgyben feltörő, nagyszámú foglalt és foglalatlan borvízforrások közül hétnek a vizét vegyelemezték. Ismertebb források a Hídmelleti-, Istompi-, Aranyliki-, Fortyogók- borvíz. 
Büdösfürdő felfedezésével hanyatlásnak indult az addig népszerű Bányapataki fürdő. „... a községek közelében hova-tovább ujabb es ujabb fürdőket kezdnek berendezni, s ezeket, mint kényelmesebben hozzáférhetőbbeket, használják.” (Vitos Mózes) Az elhagyott területet visszakövetelte a természet, csak a romos büdösgödrök és a helynevek (Feredőházak) emlékeztetnek a hajdan sokat látogatott fürdőre. Napjainkban csak kevesen ismerik és használják az itt feltörő ásványos forrásokat és a kezdetleges mofetákat. 
Bányapatak-fejét ingoványos, borvizes tőzeglápok borítják, területén nagyszámú vulkáni utóműködés észlelhető. Botanikai és geológiai védett terület.

### Vermedpataki fürdő
Bányapatakával párhuzamosan húzódik a Vermed-patak völgye. Ez a völgy is tele van a vulkáni utóműködés következtében felszínre tört borvizekkel, gázkiömlésekkel. A források közül a Hétölvesi borvizet vegyelemezték. A kalcium-nátrium-magnézium-hidrogén-karbonátos típusú ásványvizet szívesen fogyasztották a helyiek. A Vermed-patak jobb partján a gáz süvöltve tör a felszínre a Süllögőnek nevezett 3×3×1 méteres büdösgödörből. Régen kezdetleges fürdő működött ezen a helyen. A természet itt is visszakövetelte a területet, ma már csak a hajdani fürdő emléke maradt meg.

## Gyógyhatása
Csíkszentimre területén feltörő borvizeket reuma ellen, női bajok, vesebaj, vérszegénység és bőrbetegségek kezelésére használták.

## Jellegzetessége
Csíkszentimre forrásai változatos vegyi jellegű, nagy vastartalmú borvizek. Közöttük a kalcium-hidrogén-karbonát és a nátrium-kalcium-hidrogén-karbonát-szulfát típusú ásványvizek az uralkodók. 